# Danionella dracula
Danionella dracula és una espècie de peix cipriniforme de la família dels ciprínids. És un parent pròxim de Danio Rerio o peix zebra, un conegut organisme model. El seu nom es deu al parell de dents que presenta a la seva mandíbula superior, sent l'únic membre de l'ordre cipriniformes que en posseeix.

## Morfologia
Té una mida que generalment oscil·la entre els 10 i 15 mm, tot i que s'han medit espècimens mascles de fins a 17 mm. Té un cos allargat, transparent i sense escates. Aquest fet, juntament amb el seu desenvolupament característicament truncat (posseeix 44 ossos menys que l'organisme model més proxim, el peix zebra) fa que aquest tingui una morfologia més similar a la d'espècimens en estat larval d'altres espècies que no pas a la d'un organisme madur. Danionella Dracula presenta dimorfisme sexual, ja que les femelles no tenen les característiques dents que donen nom a l'espècie. Un fet característic d'aquestes dents és que es tracten de "falses" dents, és a dir, que mentre que els membres de l'ordre cipriniforme van perdre les dents fa uns 50 milions d'anys, Danionella Dracula va desenvolupar fa 30 milions d'anys uns processos òssis que formen part de la mandíbula superior i surten a través de l'epiteli. Aquest fet els fa únics en l'ordre cipriniforme, ja que la resta d'espècies d'aquest ordre només presenten, en alguns casos, unes estructures anomenades dents faríngees a la profunditat de la boca que tampoc poden considerar-se dents reals.

## Hàbitat, comportament i alimentació
És un peix d'aigua dolça i de clima tropical. No s'ha pogut observar la seva dieta en el seu medi natural, però de la mateixa manera que altres membres de la seva família, se l'ha observat alimentant-se de petits crustacis i insectes en captivitat. Es coneix poc sobre el seu comportament, tot i que s'han pogut veure casos en que mascles de l'espècie utilitzen les seves dents a l'hora de barallar-se amb altres mascles

## Distribució geogràfica
Va ser descobert en un riu al nord de Myanmar a l'any 2007, i no es coneix la seva presència en cap altre hàbitat.